# サミー・ボウ
- サミー・ボー

サミュエル・エイドリアン・ボウ（Samuel Adrian Baugh、1914年3月17日 - 2008年12月17日）は、アメリカ合衆国テキサス州テンプル出身のアメリカンフットボールの元選手である。 1937年から1952年まで、NFLのワシントン・レッドスキンズでクォーターバック(QB)としてだけではなく、パンター(P)、セイフティ(S)として活躍した。引退後は、大学アメフトのコーチを務めた後、ニューヨーク・タイタンズ（現ジェッツ）やヒューストン・オイラーズ（現タイタンズ）でもコーチを務めた。

## 概要
ボウは、1937年と1942年、ワシントン・レッドスキンズをNFLチャンピオンに導き、両年でプレーヤー・オブ・ザ・イヤーに選出された。チャンピオンに導いた2シーズンで、パス成功数、試投数、パス成功率、パス獲得ヤードでリーグ1位となり、1947年には、パスタッチダウン数、レーティングでリーグ1位となった。
ボウはパスの名手として知られていたが、それだけではなく、パンターや守備バックとしても1流であった。平均パントヤードでリーグ1位に5度も輝き、守備バックとしてのインターセプト数もリーグ1位に1度輝いている。
1963年に殿堂入り。1994年の75周年オールタイムチーム、2019年の100周年オールタイムチームのいずれにも選出されている。また、着用していた背番号33はレッドスキンズの永久欠番となっている。